# Carex mucronata
Carex mucronata je druh jednoděložné rostliny z čeledi šáchorovité (Cyperaceae), rodu ostřice (Carex).

## Popis
Jedná se o rostlinu dosahující výšky nejčastěji 10–30 cm. Je vytrvalá a hustě trsnatá. Listy jsou střídavé, přisedlé, s listovými pochvami. Lodyha je téměř oblá, hladká, chabá, o trochu delší než listy, na bázi jsou roztřepené zbytky starých pochev tmavé barvy. Čepele jsou velmi úzké, vláskovité, žlábkovité, pouze 0,2–0,5 mm široké. Carex mucronata patří mezi různoklasé ostřice, nahoře je klásek samčí, dolní klásky jsou pak čistě samičí. Dolní listen je tuhý, trochu pochvatý, většinou kratší než květenství. Samčí klásek je jen 1, zpravidla na cca 2–5 mm dlouhé stopce, samičí klásků je 1–2, jsou téměř přisedlé, asi 5–10 mm dlouhé, málokvěté. Okvětí chybí. V samčích květech jsou zpravidla 3 tyčinky. Blizny jsou většinou 2. Plodem je mošnička, která je 3,5–5 mm dlouhá, hnědá, planokonvexní, úzce vejčitá, alespoň na hranách jemně chlupatá. Na vrcholu je zakončena krátkým dvouklaným zobánkem. Každá mošnička je podepřená plevou, která je za zralosti hnědá se zeleným středním kýlem a je o něco kratší než mošnička.. Počet chromozómů je 2n=36.

## Rozšíření ve světě
Carex mucronata roste v horách jižní až střední Evropy, především Pyreneje, Alpy, Apeniny, Dinaridy, dále roste na Kavkaze. Vyhledává zpravidla bazické substráty. V České republice Carex mucronata neroste, nejblíže ji najdeme v Alpách.